# Cattedrale metropolitana di San Paolo
La cattedrale metropolitana di San Paolo si trova nel centro della città di San Paolo, in Brasile. Si tratta della quinta chiesa gotica al mondo per dimensioni ed è sede della parrocchia di Nostra Signora Assunta e San Paolo, eretta il 10 agosto 1591.

## Storia

### Origini
La prima chiesa risale al 1589 e fu terminata nel 1616. Divenuta nel 1745 sede della nuova arcidiocesi di San Paolo, la primitiva chiesa fu sostituita con una nuova in stile barocco, terminata nel 1764. Demolita nel 1911, lasciò il posto all'attuale cattedrale.

### Edificio attuale
La nuova cattedrale fu eretta su iniziativa dell'allora arcivescovo Duarte Leopoldo e Silva e i lavori di costruzione iniziarono nel 1913. L'architetto, il tedesco Maximilian Emil Hehl, progettò la chiesa in stile gotico, ispirandosi alle grandi cattedrali medioevali europee. I mosaici, le sculture e molti arredi, furono portati via nave dall'Italia. I lavori incontrarono grandi difficoltà anche a causa dello scoppio dei due conflitti mondiali e pertanto fu possibile consacrare il nuovo edificio solo nel 1954, in tempo per celebrare il quarto centenario della città. Le torri campanarie furono completate nel 1967. I lavori furono eseguiti inizialmente da Alexandre Albunquerque e, dal 1940, da Luis Inàcio de Melo Anhaia.

### Restauro
Dopo un lungo periodo di degrado, la cattedrale è stata restaurata completamente tra il 2000 e il 2002. Molti pinnacoli sopra le navate e le torri furono completati, rispettando i progetti originali del 1912. Il restauro interessò anche le vetrate policrome, le campane, gli impianti elettrico e idrico e mirò soprattutto a risolvere problemi alle fondazioni che avevano provocato crepe nella struttura.

## Descrizione

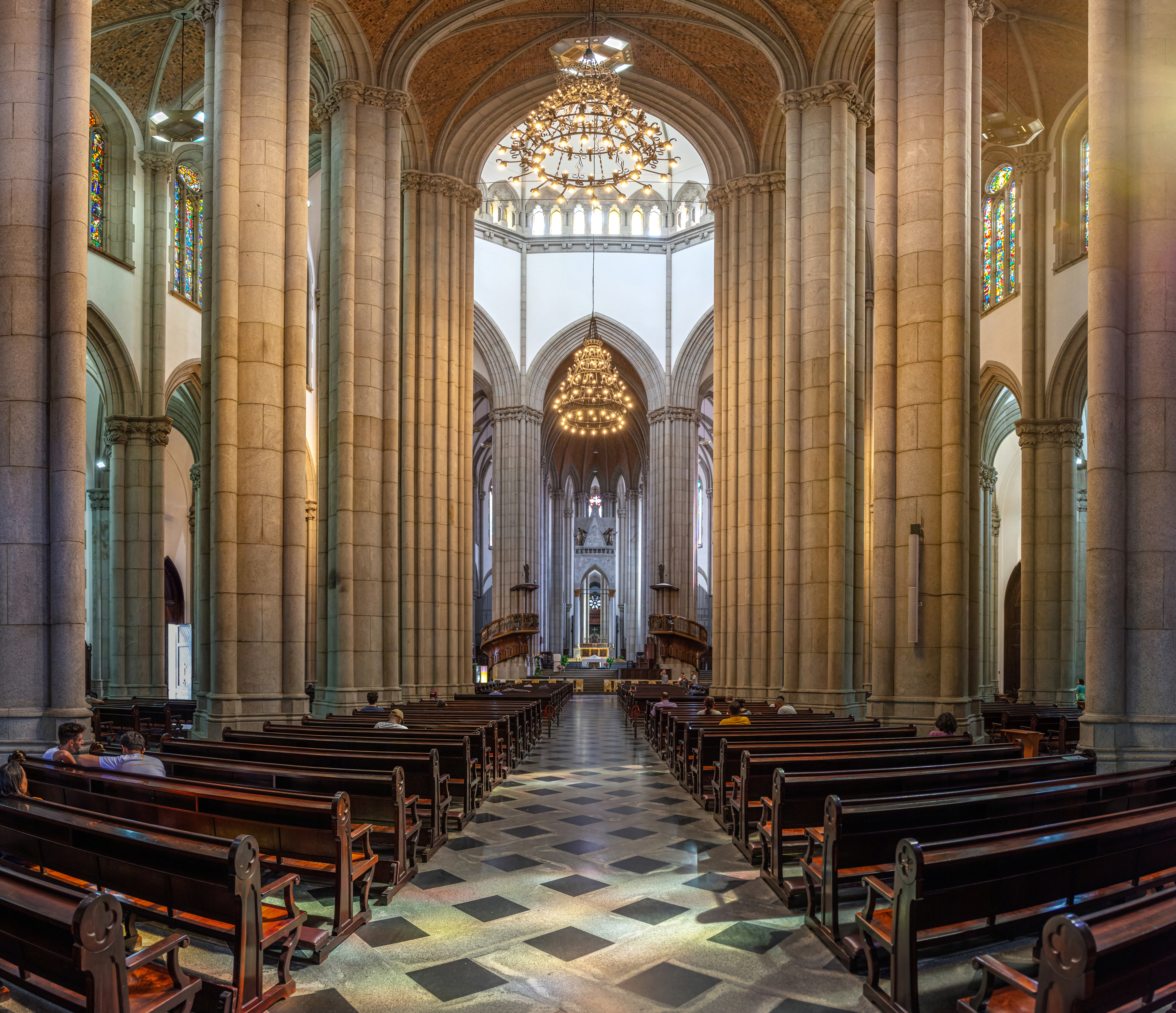
Interno

### Struttura
Si tratta della più grande chiesa della città con 111 m di lunghezza, 92 m di altezza e 46 m di larghezza. Con grande cupola sull'incrocio dei transetti, è in grado di contenere 8.000 persone. Per costruirla furono impiegate 800 tonnellate di marmo. Presenta cinque navate, con pianta a croce latina in stile gotico, eccetto la cupola che si ispira alla cupola del duomo di Firenze. La facciata, illuminata da un ampio rosone, è fiancheggiata da due torri campanarie.

### Organo
La cattedrale è dotata di un imponente organo costituito da cinque tastiere e 12.000 canne. Si tratta di uno dei maggiori organi di tutto il Sud America e fu costruito dalla ditta italiana Balbiani Vegezzi Bossi di Milano.

### Cripta
Posizionata sotto l'altare maggiore, ha il soffitto sorretto da numerose colonne e archi a sesto acuto. Vi si trovano sepolti i vescovi e gli arcivescovi di San Paolo e alcuni personaggi storici del Brasile. Tra questi, il primo indio convertitosi al cattolicesimo: Tibiriçá e il governatore Diogo Antônio Feijó.